# Belle Vue (Rhyl)
Das Belle Vue ist ein Fußballstadion in der walisischen Stadt Rhyl, Vereinigtes Königreich. Mitte der 2010er Jahre trug die Sportstätte den Sponsorennamen Corbett Sports Stadium. 2018 wurde es in Educate Group Stadium, nach der Educate Resourcing Ltd., umbenannt. Der Fußballclub Rhyl FC, walisischer Meister 2004 und 2009, trug hier von 1900 bis zur Auflösung 2020 seine Heimspiele aus. Jetzt wird die Anlage vom 2020 gegründeten Nachfolger Rhyl FC 1879 (walisisch Clwb Pêl Droed Y Rhyl 1879, kurz: CPD Y Rhyl 1879) genutzt. Der Club ist gegenwärtig in der North Wales Coast East Football League vertreten.

## Geschichte
Die Spielstätte wurde 1892 eröffnet und bietet 3800 Zuschauerplätze, davon sind 1720 Sitzplätze. Die Sportarena verfügt über vier Tribünen. Zwei überdachte Tribünen längs des Spielfeldes und eine überdachte Hintertortribüne. Der vierte Zuschauerrang ist unüberdacht und ist für die Gästefans vorgesehen. Die Flutlichtanlage besteht aus vier Masten auf der Seite der Haupttribüne mit je sechs Strahlern. 2001 und 2002 wurden zwei der Ränge renoviert und erweitert. In direkter Nachbarschaft zum Stadion liegt eine Tennis-Anlage mit elf Plätzen.
Am 17. November 2001 bestritt die walisische Fußballnationalmannschaft der Frauen gegen Belgien (0:2) ein Qualifikationsspiel für die Weltmeisterschaft 2003 im Stadion von Rhyl. Auch die walisische U-21-Fußballnationalmannschaft der Männer nutzte das Stadion gelegentlich für Spiele.